# Xã Kiowa, Quận Barber, Kansas
Xã Kiowa (tiếng Anh: Kiowa Township) là một xã thuộc quận Barber, tiểu bang Kansas, Hoa Kỳ. Năm 2010, dân số của xã này là 1.136 người.